# Ilha de Lobos
A Ilha de Lobos, Islote de Lobos, ou Isla de Lobos, é uma pequena ilha situada 2 km a nordeste da ilha de Fuerteventura e 8 km a sul de Lançarote, no arquipélago das Canárias. Apesar de não ter habitantes permanentes desde 1968, a ilha  pertence ao município de La Oliva, na ilha de Fuerteventura.

## Descrição
Trata-se de uma pequena ilha de cerca de 5 km² de superfície situada a nordeste de Fuerteventura, da qual dista cerca de 2 km. O braço de mar que as separa denomina-se El Río, fazendo parte do Estreito da Bocaina, que separa as ilhas de Fuerteventura e Lançarote. A profundidade máxima no canal de El Rio não excede os 10 metros. A ilha situa-se junto à entrada leste do Estreito da Bocaina.
O nome da ilha deve-se à numerosa colónia de lobos-marinhos, também conhecidos por focas monge, que ali existia quando se iniciou a colonização europeia das ilhas Canárias. Hoje, o lobo marinho está em via de extinção, já que para além da caça que lhe foi dada para aproveitamento das peles e sebo, os pescadores eliminam a espécie, pois a sua voracidade reduz os recursos pesqueiros da zona. Cada um destes animais necessita entre 30 e 40 kg de pescado por dia. Estão a ser realizados esforços para reintroduzir a espécie, apesar da resistência dos pescadores.
Faz parte do Parque Natural da Ilha de Lobos, o qual alberga mais de 130 espécies vegetais e várias espécies de aves, destacando-se a gaivota-argêntea (Larus cachinnans) e o cagarro (Calonectris diomedea) pela sua abundância. Os fundos marinhos em torno da ilha são área de reserva submarina e contém uma grande riqueza ecológica.
A sua máxima altitude encontra-se no topo de La Caldera, a 127 metros acima do nível médio do mar.
Recentes investigações arqueológicas de uma equipa da Universidade de La Laguna concluíram que os romanos chegaram a estabelecer um assentamento na ilha, relacionado com a obtenção da valiosa púrpura tíria.
Os últimos habitantes permanentes da ilha foram um faroleiro e a sua família, tendo abandonado a ilha em 1968, quando o farol foi automatizado.
A ilha é visitada diariamente por pescadores e turistas, existindo um serviço regular de cabotagem entre Ilha de Lobos e Corralejo, na costa fronteira da ilha de Fuerteventura. Na ilha funciona um restaurante.

## Galeria de imagens

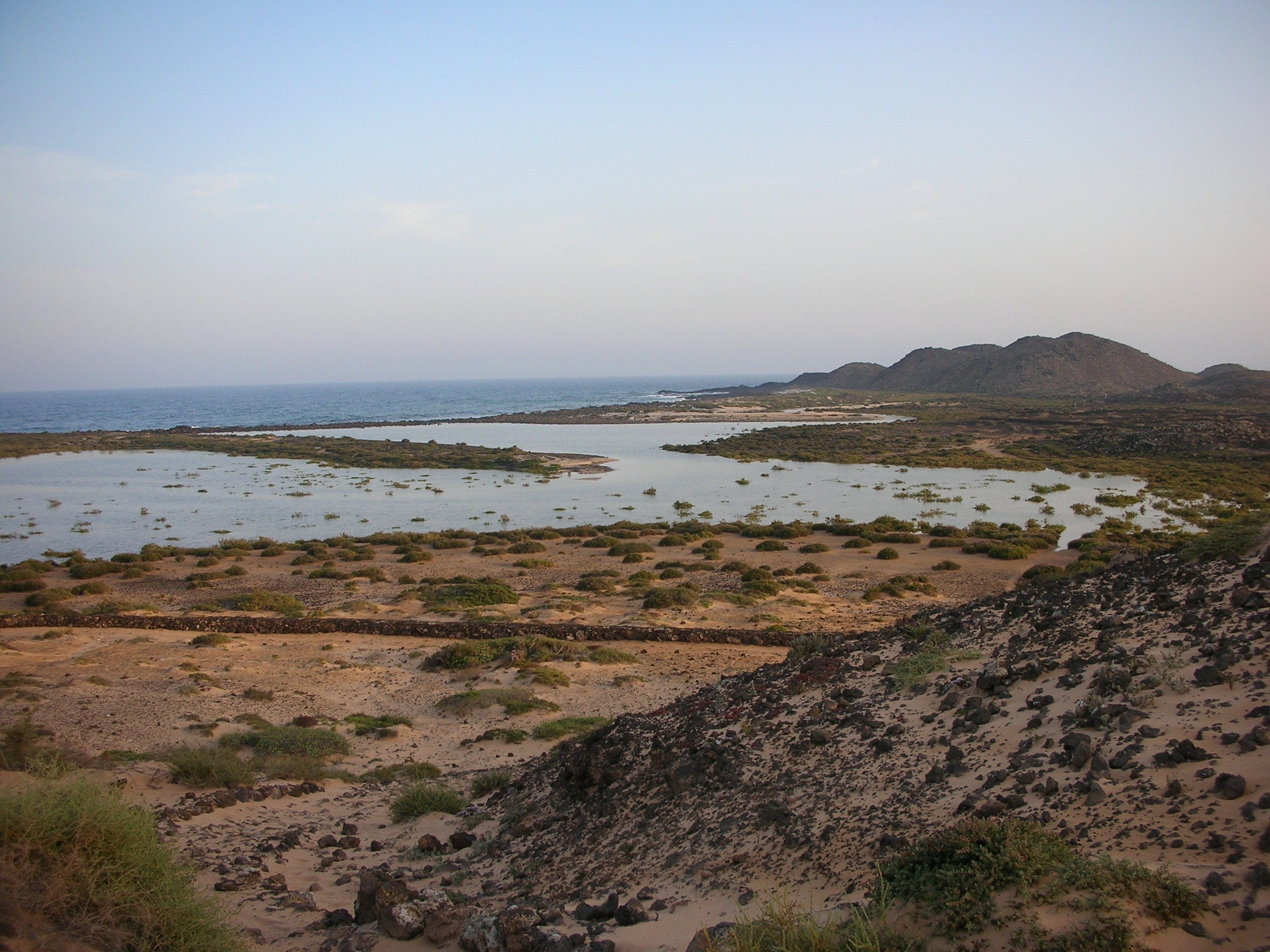
Pequena lagoa na ilha Lobos, Playa de la Concha
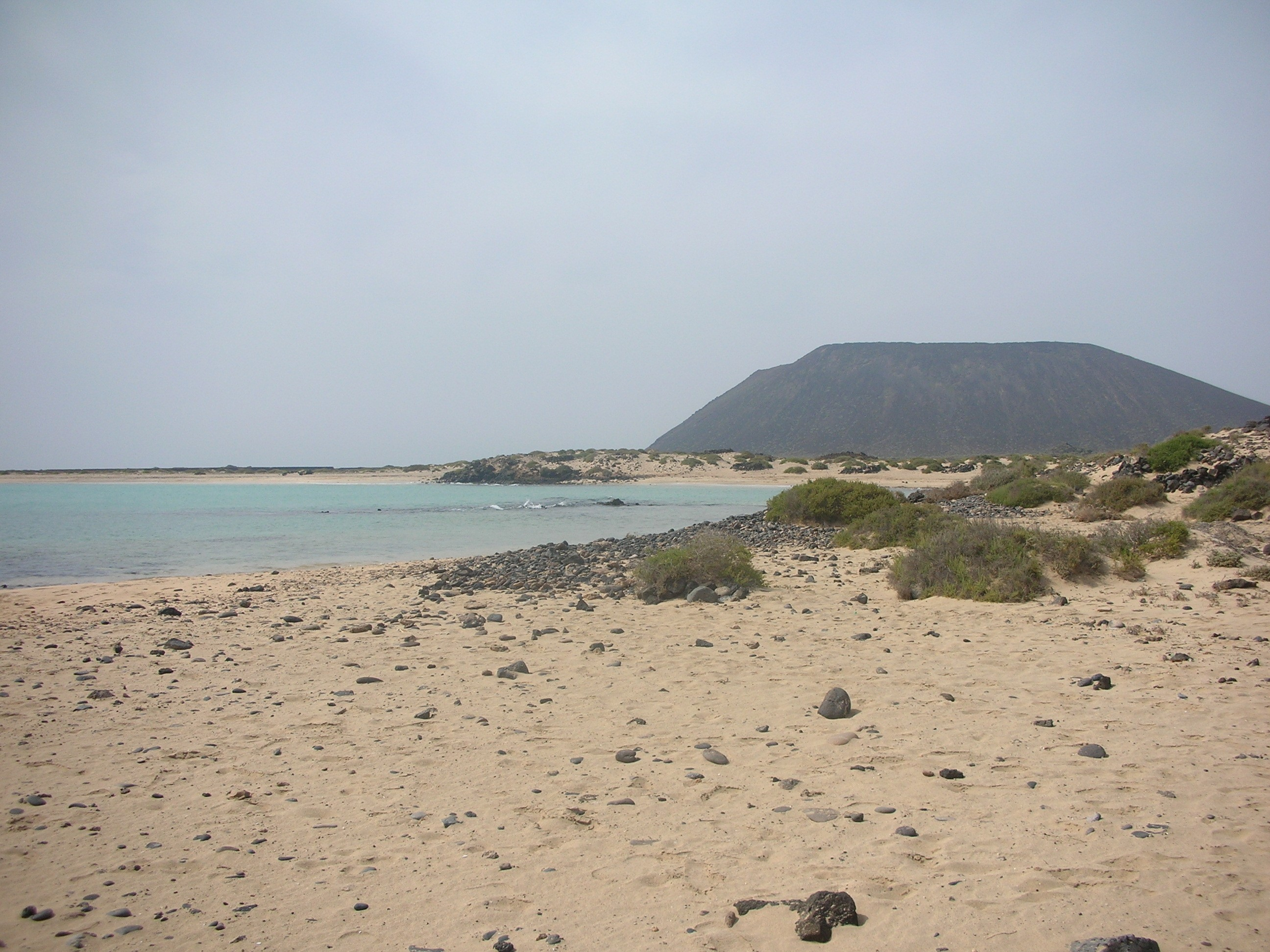
Playa de la Concha, vendo-se a Punta Saladero
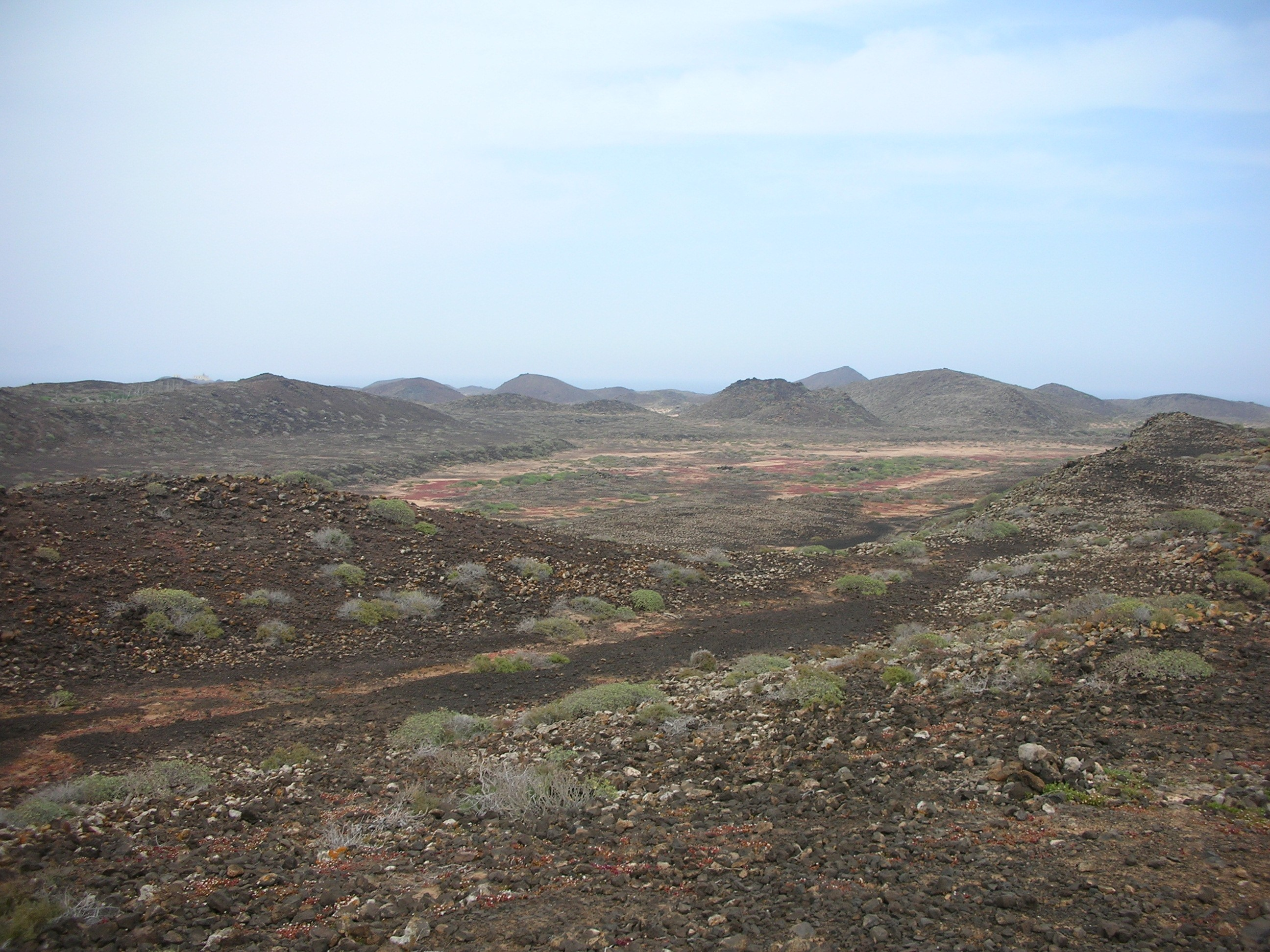
Interior da ilha Lobos
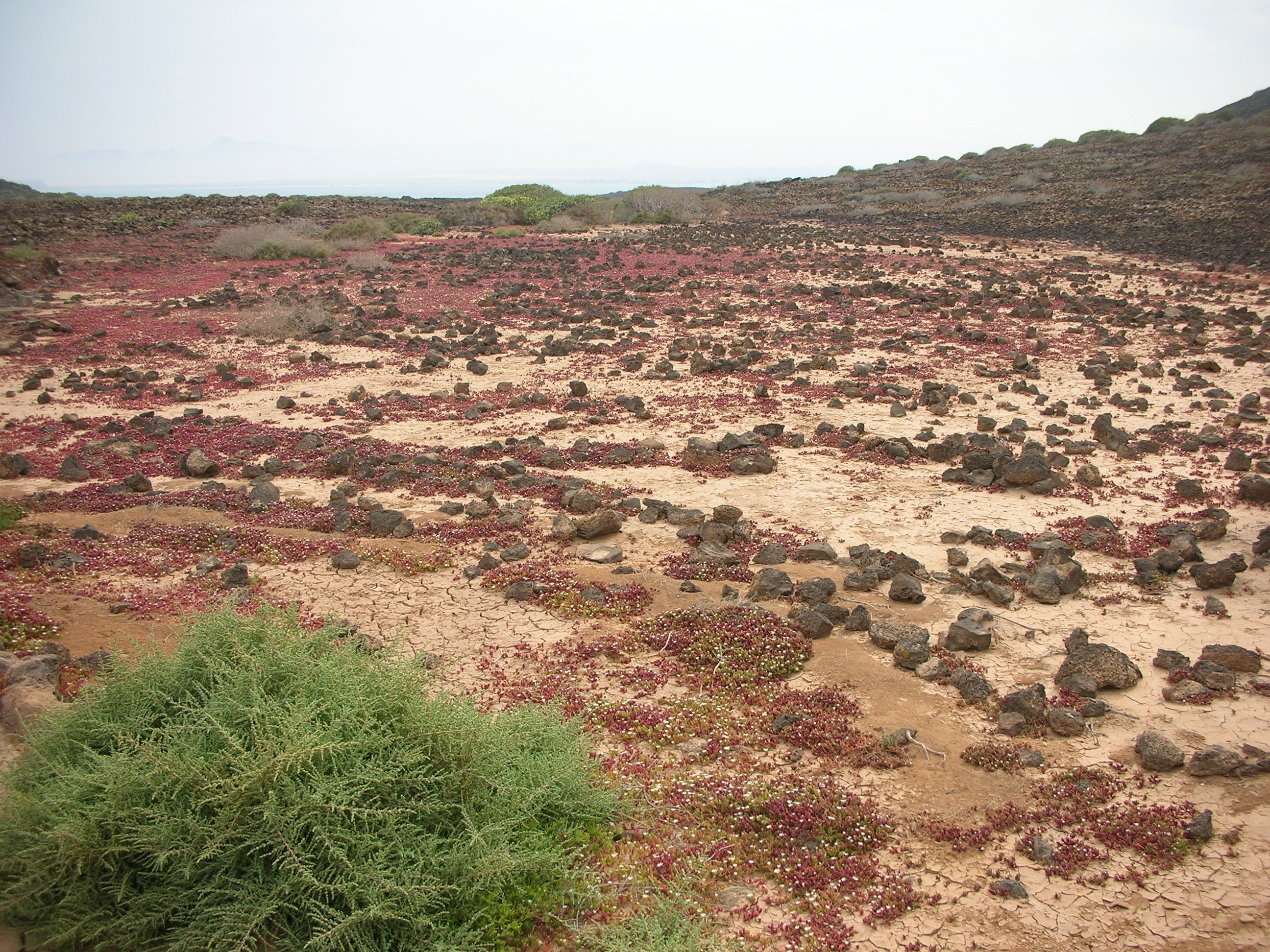
Pormenor da ilha Lobos
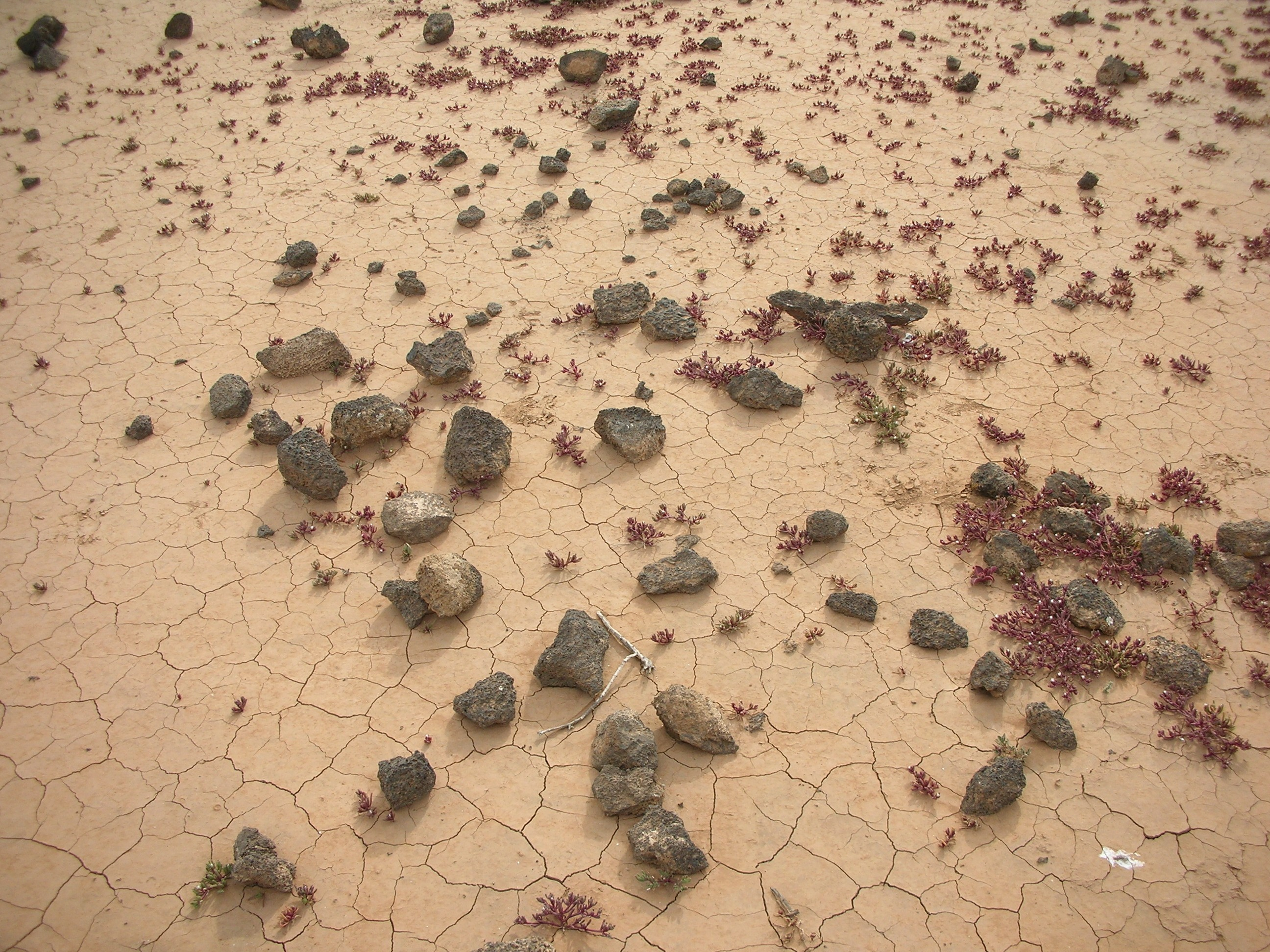
Solo típico da ilha Lobos
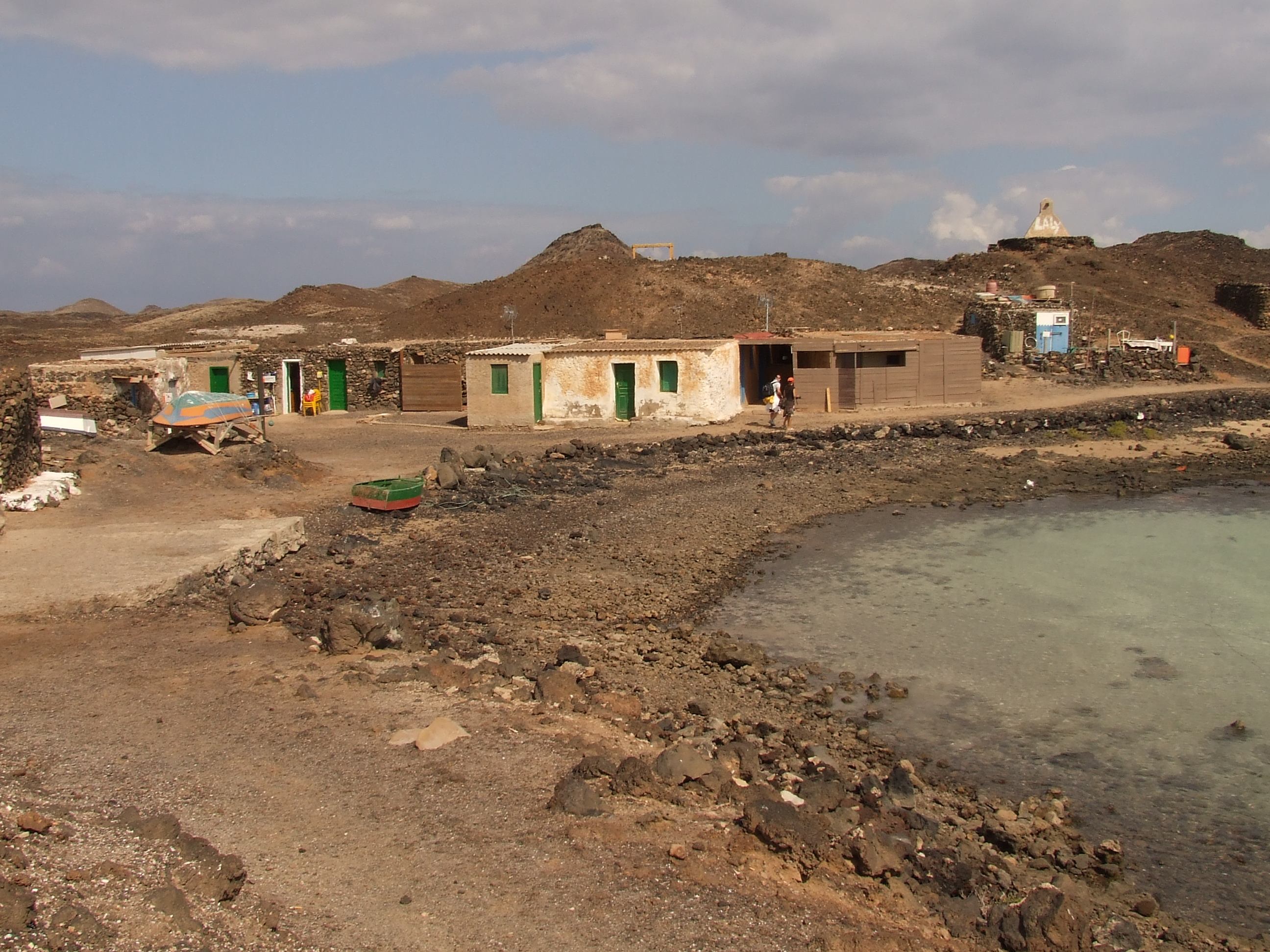
Edifícios na ilha Lobos
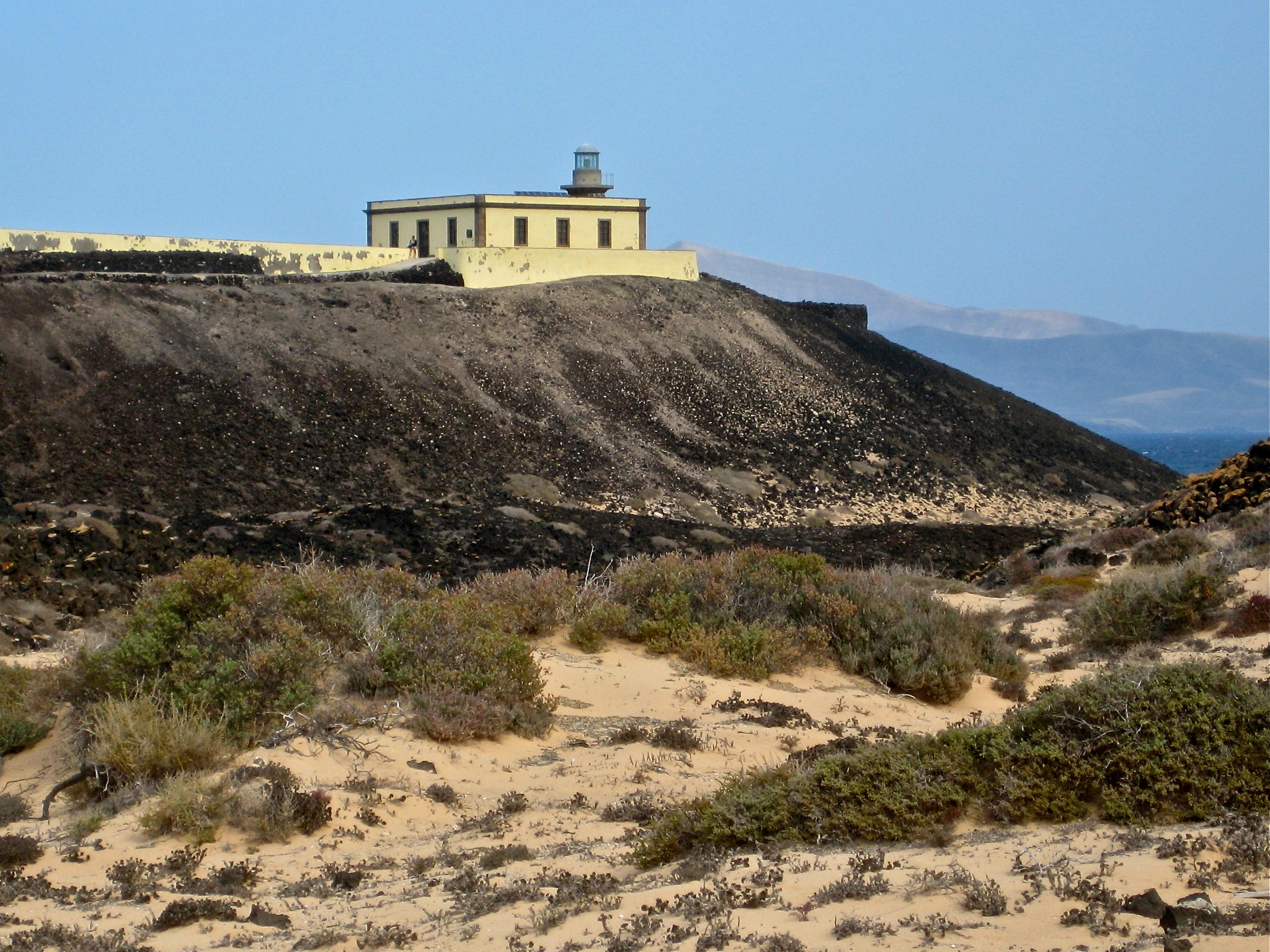
Farol de Punta Martiño